# SARS
La SARS (Severe acute respiratory syndrome in inglese) o sindrome respiratoria acuta grave (o "severa"), è una forma atipica di polmonite causata dal virus SARS-CoV-1, apparsa per la prima volta nel novembre 2002 nella provincia del Guangdong (Canton) in Cina.
La malattia, identificata per la prima volta dal medico italiano Carlo Urbani (poi deceduto a causa della stessa), produsse un'epidemia lungo un arco temporale che andò dal novembre 2002 al luglio 2003, determinando 8096 casi e 774 decessi in 17 paesi (per la maggior parte nella Cina continentale e a Hong Kong), per un tasso di letalità finale del 9,6%. Dal 2004 (fino al 2022) non si sono più segnalati altri casi di SARS in alcuna parte del mondo. Questa malattia fu causata da un coronavirus (così chiamato perché al microscopio appare come una corona circolare) che sul finire del 2019 gli scienziati cinesi hanno rintracciato nei pipistrelli comunemente noti come ferri di cavallo, con gli zibetti quali vettori intermediari.

## Epidemiologia e storia
Era considerata una malattia rara, con 8 096 casi nel 2003, completamente debellata (cioè non più in circolo). L'epidemia di SARS cominciò nella provincia cinese di Guangdong, nel novembre 2002. È stato riferito che il primo caso di SARS è avvenuto a Shunde, Foshan, Guangdong in un allevatore che fu curato nel Primo Ospedale del Popolo di Foshan. Il paziente poco dopo morì e non fu fatta una diagnosi definitiva sulla causa del decesso.
Invece di prendere iniziative per controllare l'epidemia, i responsabili del governo cinese non informarono l'Organizzazione mondiale della sanità fino al febbraio 2003, limitando la copertura mediatica per preservare, a loro dire, la sicurezza pubblica. Questa mancanza di apertura provocò ritardi negli sforzi per controllare l'epidemia e causò critiche da parte della comunità internazionale verso il governo cinese. Quest'ultimo si scusò ufficialmente per la lentezza iniziale nell'affrontare l'epidemia.

### Hong Kong
La malattia si è diffusa a Hong Kong da Liu Jianlun, un medico del Guangdong che curava i pazienti al Sun Yat-Sen Memorial Hospital Arrivò a febbraio e soggiornò al nono piano del Metropole Hotel a Kowloon, infettando 16 dei visitatori dell'hotel. Un altro gruppo più ampio di casi a Hong Kong si è concentrato sul complesso residenziale di Amoy Gardens. Si sospetta che la sua diffusione sia stata facilitata da difetti nel sistema di drenaggio del bagno che consentiva ai gas di fognatura, comprese le particelle di virus, di sfiatare nella stanza. I ventilatori dei bagni hanno esaurito i gas e il vento ha portato il contagio ai complessi adiacenti sottovento. I cittadini preoccupati di Hong Kong temevano che le informazioni non raggiungessero le persone abbastanza rapidamente e hanno creato un sito Web chiamato sosick.org, che alla fine ha costretto il governo di Hong Kong a fornire informazioni relative alla SARS in modo tempestivo. Il primo gruppo di persone colpite è stata dimessa dall'ospedale il 29 marzo 2003.

## Eziologia
I coronavirus sono virus a ssRNA+ e rappresentano importanti patogeni dei mammiferi e uccelli. Questo gruppo di virus causa infezioni enteriche o delle vie aeree in molti animali tra cui gli esseri umani.

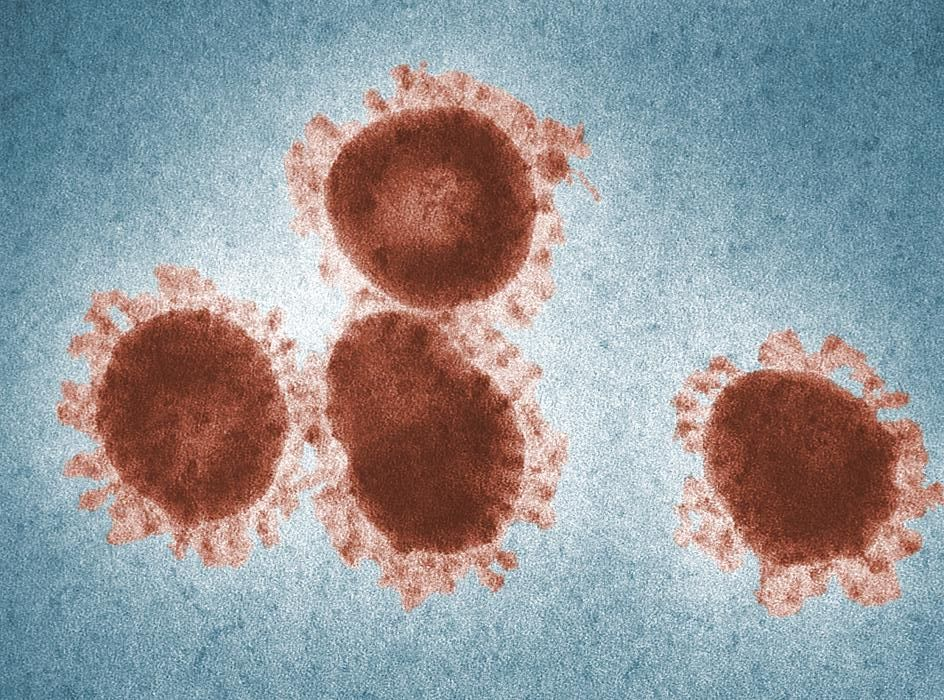
Coronavirus SARS (SARS-CoV-1), l'agente patogeno della malattia

I primi esami al microscopio elettronico delle secrezioni respiratorie dei pazienti, compiuti a Hong Kong e in Germania hanno rivelato particelle virali con strutture di tipo Paramyxoviridae. Successivamente, gli esami simili in Canada rivelarono particelle con strutture di tipo metapneumovirus (un sottotipo dei paramyxovirus). I ricercatori cinesi hanno riferito che dietro la SARS potrebbe nascondersi una malattia simile alla clamidia. L'Istituto Pasteur di Parigi ha identificato dei coronavirus in campioni prelevati da sei pazienti, come nel laboratorio dell'Università di Hong Kong, che di fatto è stato il primo ad annunciare il 21 marzo 2003 la scoperta di un nuovo coronavirus come possibile causa della SARS dopo averlo isolato con successo a partire da campioni di tessuti. Inoltre il laboratorio fu il primo a sviluppare un test per verificare la presenza del virus. Il CDC ha notato particelle virali nei tessuti affetti. Tramite la microscopia elettronica questi tessuti hanno mostrato tracce simili a coronavirus. Paragonandole a materiale virale ottenuto dalla Reazione della catena di polimerasi e a librerie generiche esistenti venne ipotizzato che il virus fosse un coronavirus sconosciuto. Il sequenziamento del genoma virale, che è stato completato dai computer della British Columbia Cancer Agency di Vancouver alle 4 del 12 aprile 2003, è stato il primo passo verso lo sviluppo di un test diagnostico per il virus e possibilmente un vaccino. Venne sviluppato un test per gli anticorpi del virus e venne scoperto che i pazienti sviluppavano tali anticorpi durante il decorso della malattia, fatto che suggerì fortemente il ruolo del virus nella malattia.
Il 6 aprile 2003 l'OMS inviò un comunicato stampa dove si affermava che un coronavirus identificato da vari laboratori era ufficialmente la causa della SARS. Gli scienziati della Università di Rotterdam dimostrarono che il coronavirus SARS soddisfaceva i postulati di Koch, confermando quindi che era l'agente che provocava la malattia. Negli esperimenti dei macachi infettati dal virus svilupparono gli stessi sintomi verificati nell'uomo.
Nel tardo maggio 2003, gli studi dei campioni di animali selvatici venduti come cibo nel mercato locale di Guangdong rivelarono che il coronavirus poteva essere isolato negli zibetti, (in particolare nella Paguma larvata) ma questi animali non mostravano segni di malattia. Le prime conclusioni furono che il virus della SARS ha valicato la barriera tra questi animali e gli umani. Più di 10 000 esemplari vennero soppressi nella provincia di Guangdong. Il virus venne successivamente trovato nei cani procioni, nei Melogale moschata e nei gatti domestici. Nel 2005 due studi hanno identificato molti coronavirus simili a quello della SARS nei pipistrelli cinesi.
Le analisi filogeniche di questi virus indicano un'alta probabilità che il coronavirus SARS si sia sviluppato inizialmente nei pipistrelli, e si sia diffuso nell'uomo direttamente o attraverso specie animali presenti nei mercati cinesi. I pipistrelli non mostrano nessun segno visibile della malattia, e sono probabilmente i serbatoi naturali dei coronavirus di tipo SARS.

## Clinica

### Segni e sintomi
I sintomi iniziali erano di tipo influenzale e potevano comprendere: febbre, mialgia, letargia, sintomi gastrointestinali, tosse, mal di gola e altri sintomi aspecifici. L'unico sintomo comune a tutti i pazienti era una febbre superiore a 38 °C. Successivamente poteva apparire anche la dispnea. I sintomi normalmente si manifestavano tra i due e i dieci giorni successivi all'esposizione, ma sono stati osservati pazienti manifestare sintomi anche 13 giorni dopo. Circa il 10% - 20% dei casi richiedono la ventilazione artificiale.
Le immagini dei raggi X toracici di un paziente affetto da SARS erano variabili. Non esisteva nessuna manifestazione patognonomica, ma spesso si osservavano infiltrazioni irregolari nei polmoni. L'esame dei raggi X potrebbe risultare comunque negativo.
La conta dei leucociti e delle piastrine è spesso elevata. I primi rapporti indicano una tendenza a una neutrofilia e una linfopenia. Questi valori sono relativi perché il numero di leucociti tende a essere basso. Altri test di laboratorio suggeriscono un aumento del lattato deidrogenasi e un leggero aumento dei livelli di creatina chinasi e della proteina C reattiva.
Sono stati individuati tre test diagnostici, ognuno di essi con svantaggi. Il primo è il test ELISA, che rileva gli anticorpi della SARS, ma solo 21 giorni dopo l'insorgenza dei sintomi. Il secondo è un test a immunofluorescenza, che può rilevare gli anticorpi 10 giorni dopo l'insorgenza dei sintomi, ma risulta un test che richiede tempo, un microscopio a immunofluorescenza e un operatore esperto. Il terzo e ultimo test riguarda la reazione a catena della polimerasi, e può rilevare materiale generico del virus della SARS in campioni biologici come sangue, espettorato, tessuti e feci. Il test si è dimostrato a elevata specificità, ma con bassa sensibilità. In altre parole mentre un risultato positivo è fortemente indicativo che il paziente è affetto da SARS, un test negativo non significa che il paziente non sia affetto.
L'OMS ha inoltrato linee guida per l'uso di questi test diagnostici. Attualmente non esiste un test di screening rapido per la SARS e le ricerche sono in corso.

### Diagnosi differenziale

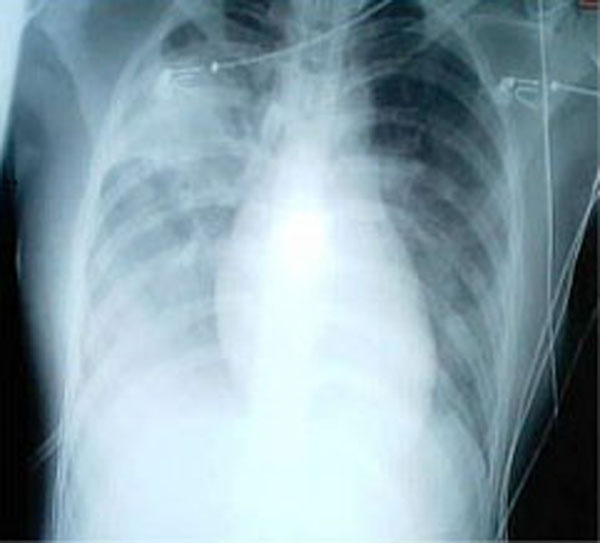
Un'immagine toracica a raggi X che mostra un'opacità in entrambi i polmoni, come in un caso di polmonite, in un paziente affetto da SARS

Un caso sospetto di SARS si riscontra in un paziente che ha un qualunque sintomo, tra cui una febbre di almeno 38 ° e inoltre ha avuto un contatto con una persona che ha contratto la SARS entro gli ultimi 10 giorni oppure ha viaggiato in una qualunque regione identificata dall'OMS come un'area con trasmissione locale recente di SARS.
Un probabile caso di SARS si ha quando in un caso sospetto risulta anche un esame ai raggi X positivo per polmonite atipica o sindrome da distress respiratorio.
Con la disponibilità di esami diagnostici per il coronavirus probabilmente responsabile della SARS, l'OMS ha aggiunto la categoria di pazienti "con SARS confermata in laboratorio", che appartengono alla categoria di probabili casi e non hanno un esame positivo ai raggi X ma hanno una diagnosi di laboratorio positiva compiuta tramite uno dei tre test approvati (ELISA, immunofluorescenza o PCR).

## Trattamento
Gli antibiotici sono inefficaci essendo la SARS una malattia virale. I trattamenti comprendono la somministrazione di antipiretici, ossigeno e supporto per la ventilazione, se necessario.
I casi sospetti devono essere isolati, preferibilmente in stanze a pressione negativa, e il personale medico in contatto con il paziente deve essere adeguatamente protetto.
Inizialmente si sparsero notizie di un trattamento efficace a base di steroidi e ribavirina, ma la terapia non è stata provata. Alcuni ricercatori sospettano inoltre che il ribavirin sia dannoso.
I ricercatori stanno attualmente testando tutti i trattamenti antivirali conosciuti per altre malattie, tra cui AIDS, epatite, influenza e altre. Esistono alcune prove scientifiche che dimostrano come il maggior danno provocato dalla SARS sia in realtà una sovrareazione del sistema immunitario al virus. Se venisse confermato, potrebbe essere di qualche beneficio l'utilizzo di steroidi e agenti per la modulazione della risposta immunitaria nei pazienti affetti più acutamente. La ricerca sta continuando anche in questa direzione.
Nel dicembre 2004 è stato riferito che i ricercatori cinesi avevano prodotto un vaccino. È stato impiegato in un gruppo di 36 volontari, 24 dei quali ha sviluppato anticorpi contro il virus.
Una revisione sistematica, effettuata nel 2006, di tutti gli studi compiuti nell'epidemia del 2003 non hanno trovato prove scientifiche che antivirali, steroidi o altre terapie abbiano aiutato i pazienti. Alcuni hanno suggerito che invece provocarono dei danni.
Il trattamento clinico della SARS è stato relativamente inefficace con i pazienti a maggior rischio, che richiedevano ventilazione artificiale. Attualmente i corticosteroidi e il ribavirin sono i farmaci maggiormente impiegati nel trattamento della SARS (Wu et al., 2004). Studi in vitro del ribavirin hanno prodotto scarsi risultati a concentrazioni cliniche. Delle combinazioni diverse di farmaci hanno prodotto invece risultati clinici maggiormente positivi. Queste combinazioni comprendevano l'uso di Kaletra, Ribavirin e corticosteroidi. La somministrazione di corticosteroidi durante le infezioni virali è tuttavia controversa. Esso può infatti provocare linfopenia come effetto collaterale, diminuendo ulteriormente la risposta immunitaria e permettendo un picco di attività del virus; d'altra parte, è utile il trattamento antinfiammatorio dei corticosteroidi (Murphy 2008). I ricercatori hanno inoltre notato dei risultati positivi con l'uso di interferone umano e Glycyrrhizin. Nessun composto ha prodotto risultati inibitori di qualche significato. Gli inibitori della proteasi dell'HIV Ritonavir e Saquinavir non hanno mostrato alcun effetto inibitorio in livelli non tossici. L'Iminocyclitol 7 invece ha dimostrato un effetto inibitore sul coronavirus della SARS poiché inibisce specificamente la produzione della fucosidasi umana, e i test in vitro hanno prodotto risultati promettenti nel trattamento della SARS. Nonostante questi risultati, è importante considerare che una carenza di fucosidasi può provocare una malattia detta fucosidosi, che comporta una diminuzione delle funzioni neurologiche.

## Prevenzione

### Ricerca antivirale
Prima del sopraggiungere della SARS i coronavirus non erano oggetto di ricerche antivirali. La rapida trasmissione e l'alto livello di mortalità ha reso la SARS una minaccia globale, poiché non esistono alcune terapie efficaci e il trattamento è stato effettuato con strategie empiriche. Nuove ricerche nel campo della struttura del genoma del coronavirus SARS e della patogenesi hanno rivelato nuovi potenziali agenti anti-coronavirus. Diverse proteine codificate dal coronavirus SARS possono essere considerate bersagli per interventi terapeutici. Potenziali farmaci antivirali sono attualmente sviluppati in vivo. Questi sviluppi possono anche fornire nuove strategie per la prevenzione o il trattamento di altre malattie provocate da coronavirus negli animali o negli esseri umani.

### Vaccino
Attualmente non è disponibile un vaccino per la SARS. L'insorgenza e l'identificazione di diversi coronavirus umani comuni e rari che possono causare serie infezioni delle vie aeree inferiori implicano una spinta per lo sviluppo di robusti vaccini per i coronavirus. Attualmente sono disponibili informazioni limitate nella correlazione tra la protezione contro la SARS e altre infezioni da coronavirus del tratto respiratorio. L'immunizzazione passiva si è dimostrata efficace nella protezione dal coronavirus SARS, suggerendo un ruolo importante nella neutralizzazione degli anticorpi.